# Anders Eliasson (handbollsspelare)
Charles Anders Lage Eliasson, född 7 oktober 1967 i Alingsås, är en svensk handbollsledare och tidigare handbollsspelare (vänsternia). Totalt spelade han nio landskamper för Sveriges landslag från 1988 till 1994. Förutom fem år som utlandsproffs i Tyskland spelade han hela seniorkarriären för IK Sävehof, totalt 13 A-lagssäsonger. 378 matcher (inte bara elitseriematcher) och 1 439 mål(inte bara i elitserien). Ett SM-guld som spelare (2004), ett som tränare (2010) och ett som ungdomsledare (2015). Fem SM-guld som sportchef för damlaget 2012-16.Han är klubbens näst meste elitseriespelare (efter Erik Fritzon) och klubbens tredje bäste målskytt genom tiderna, efter Fritzon och Victor Fridén.
Anders Eliasson gjorde sig som spelare känd som "kamikazepilot", på grund av sin spelstil med skoningslösa genombrott, och har kallats "Mr Kamikaze". Därigenom gav Eliasson indirekt namn till IK Sävehofs officiella supporterklubb Kamikazes.
Efter spelarkarriären har Eliasson haft många olika roller i IK Sävehof, bland annat assisterande tränare för herrlaget, ungdomsledare och sportchef. Som assisterande tränare var han med om att vinna klubbens tredje SM-guld på herrsidan 2010 och det överraskande SM-guldet 2019 som "manager/coach".

## Meriter
Som spelare
- Svensk mästare 2004

Som ledare
- Svensk mästare två gånger (2010 och 2019)